# Argelia en la Copa Mundial de Fútbol de 2010
La Selección de Argelia fue uno de los 32 equipos participantes de la Copa Mundial de Fútbol de 2010, que se realizó en Sudáfrica.
Entre sus jugadores destacan figuras como Madjid Bougherra, Yazid Mansouri, y Karim Matmour, bajo la conducción técnica del entrenador Rabah Saadane.

## Clasificación
Argelia comenzó su proceso clasificatorio en la primera fase de grupos, siendo ubicada en el Grupo 6. Luego de quedar en la primera posición, la selección de Argelia se clasificó para disputar la segunda fase de grupos en el año 2009.

### Primera fase de grupos

#### Grupo 6
| Equipo  | Pts | PJ | PG | PE | PP | GF | GC | Dif |
| ------- | --- | -- | -- | -- | -- | -- | -- | --- |
| Argelia | 10  | 6  | 3  | 1  | 2  | 7  | 4  | 3   |
| Gambia  | 9   | 6  | 2  | 3  | 1  | 6  | 3  | 3   |
| Senegal | 9   | 6  | 2  | 3  | 1  | 9  | 7  | 2   |
| Liberia | 3   | 6  | 0  | 3  | 3  | 4  | 12 | -8  |

| Fecha                   | Lugar    |         |                    | Resultado |                    |         |
| ----------------------- | -------- | ------- | ------------------ | --------- | ------------------ | ------- |
| 31 de mayo de 2008      | Dakar    | Senegal | Bandera de Senegal | 1:0 (0:0) | Bandera de Argelia | Argelia |
| 6 de junio de 2008      | Blida    | Argelia | Bandera de Argelia | 3:0 (2:0) | Bandera de Liberia | Liberia |
| 14 de junio de 2008     | Bakau    | Gambia  | Bandera de Gambia  | 1:0 (1:0) | Bandera de Argelia | Argelia |
| 20 de junio de 2008     | Blida    | Argelia | Bandera de Argelia | 1:0 (1:0) | Bandera de Gambia  | Gambia  |
| 5 de septiembre de 2008 | Blida    | Argelia | Bandera de Argelia | 3:2 (0:0) | Bandera de Senegal | Senegal |
| 11 de octubre de 2008   | Monrovia | Liberia | Bandera de Liberia | 0:0       | Bandera de Argelia | Argelia |

### Segunda fase de grupos
Luego del primer lugar en el Grupo 6 de la primera fase de grupos, Argelia jugó en el grupo C de la segunda fase, igualando en todos los ítems de desempate con Egipto. Por ello, debió disputarse un partido adicional, el cual permitió a Argelia clasificar a la Copa Mundial de Fútbol, gracias al gol decisivo de Antar Yahia.

#### Grupo C
| Equipo  | Pts | PJ | PG | PE | PP | GF | GC | Dif |
| ------- | --- | -- | -- | -- | -- | -- | -- | --- |
| Argelia | 13  | 6  | 4  | 1  | 1  | 9  | 4  | 5   |
| Egipto  | 13  | 6  | 4  | 1  | 1  | 9  | 4  | 5   |
| Zambia  | 5   | 6  | 1  | 2  | 3  | 2  | 5  | -3  |
| Ruanda  | 2   | 6  | 0  | 2  | 4  | 1  | 8  | -7  |

| Fecha                   | Lugar            |         |                    | Resultado                                                          |                    |         |
| ----------------------- | ---------------- | ------- | ------------------ | ------------------------------------------------------------------ | ------------------ | ------- |
| 28 de marzo de 2009     | Kigali           | Ruanda  | Bandera de Ruanda  | 0:0 Archivado el 31 de marzo de 2009 en Wayback Machine.           | Bandera de Argelia | Argelia |
| 7 de junio de 2009      | Blida            | Argelia | Bandera de Argelia | 3:1 (0:0) Archivado el 12 de junio de 2009 en Wayback Machine.     | Bandera de Egipto  | Egipto  |
| 20 de junio de 2009     | Chililabombwe    | Zambia  | Bandera de Zambia  | 0:2 (0:1) Archivado el 23 de junio de 2009 en Wayback Machine.     | Bandera de Argelia | Argelia |
| 6 de septiembre de 2009 | Blida            | Argelia | Bandera de Argelia | 1:0 (0:0) Archivado el 9 de septiembre de 2009 en Wayback Machine. | Bandera de Zambia  | Zambia  |
| 11 de octubre de 2009   | Blida            | Argelia | Bandera de Argelia | 3:1 (2:1) Archivado el 14 de octubre de 2009 en Wayback Machine.   | Bandera de Ruanda  | Ruanda  |
| 14 de noviembre de 2009 | El Cairo         | Egipto  | Bandera de Egipto  | 2:0 (1:0) Archivado el 16 de noviembre de 2009 en Wayback Machine. | Bandera de Argelia | Argelia |
| Partido de desempate    |                  |         |                    |                                                                    |                    |         |
| 18 de noviembre de 2009 | Omdurmán (Sudán) | Argelia | Bandera de Argelia | 1:0 (1:0)                                                          | Bandera de Egipto  | Egipto  |

## Jugadores
| #     | Nombre              | Posición       | Edad | PJ Sel | Club                     | Nombre en Camiseta |  |
| ----- | ------------------- | -------------- | ---- | ------ | ------------------------ | ------------------ |  |
| 1     | Lounes Gaouaoui     | Portero        | 32   | 48     | ASO Chlef                | GAOUAOUI           |  |
| 2     | Madjid Bougherra    | Defensa        | 27   | 40     | Rangers FC               | BOUGHERRA          |  |
| 3     | Nadir Belhadj       | Defensa        | 27   | 44     | Portsmouth FC            | BELHADJ            |  |
| 4     | Antar Yahia         | Defensa        | 28   | 43     | VfL Bochum               | YAHIA              |  |
| 5     | Rafik Halliche      | Defensa        | 23   | 16     | Nacional Madeira         | HALLICHE           |  |
| 6     | Yazid Mansouri      | Centrocampista | 32   | 66     | FC Lorient               | MANSOURI           |  |
| 7     | Ryad Boudebouz      | Centrocampista | 20   | 1      | Sochaux                  | BOUDEBOUZ          |  |
| 8     | Medhi Lacen         | Centrocampista | 26   | 2      | Racing Santander         | LACEN              |  |
| 9     | Abdelkader Ghezzal  | Delantero      | 25   | 18     | AC Siena                 | GHEZZAL            |  |
| 10    | Rafik Saïfi         | Delantero      | 35   | 59     | Istres                   | SAIFI              |  |
| 11    | Rafik Djebbour      | Delantero      | 26   | 15     | AEK Atenas               | DJEBBOUR           |  |
| 12    | Habib Bellaid       | Defensa        | 24   | 1      | US Boulogne              | BELLAID            |  |
| 13    | Karim Matmour       | Centrocampista | 24   | 22     | Borussia Mönchengladbach | MATMOUR            |  |
| 14    | Abdelkader Laïfaoui | Defensa        | 28   | 7      | ES Sétif                 | LAIFAOUI           |  |
| 15    | Karim Ziani         | Centrocampista | 27   | 54     | VfL Wolfsburgo           | ZIANI              |  |
| 16    | Faouzi Chaouchi     | Portero        | 25   | 9      | ES Sétif                 | CHAOUCHI           |  |
| 17    | Adlène Guedioura    | Centrocampista | 24   | 1      | Wolverhampton            | GUEDIOURA          |  |
| 18    | Carl Medjani        | Defensa        | 25   | -      | AC Ajaccio               | MEDJANI            |  |
| 19    | Hassan Yebda        | Centrocampista | 26   | 9      | Portsmouth FC            | YEBDA              |  |
| 20    | Djamel Mesbah       | Defensa        | 25   | 1      | US Lecce                 | MESBAH             |  |
| 21    | Foued Kadir         | Centrocampista | 26   | 1      | Valenciennes FC          | KADIR              |  |
| 22    | Djamel Abdoun       | Centrocampista | 24   | 3      | FC Nantes                | ABDOUN             |  |
| 23    | Raïs M'Bolhi        | Portero        | 24   | 1      | Slavia Sofia             | MBOLHI             |  |
| D. T. | Rabah Saadane       |                |      |        |                          |                    |  |

## Participación

### Grupo C
| Equipo         | Pts | PJ | PG | PE | PP | GF | GC | Dif |
| -------------- | --- | -- | -- | -- | -- | -- | -- | --- |
| Estados Unidos | 5   | 3  | 1  | 2  | 0  | 4  | 3  | 1   |
| Inglaterra     | 5   | 3  | 1  | 2  | 0  | 2  | 1  | 1   |
| Eslovenia      | 4   | 3  | 1  | 1  | 1  | 3  | 3  | 0   |
| Argelia        | 1   | 3  | 0  | 1  | 2  | 0  | 2  | -2  |

- Nota: La hora mostrada corresponde a la hora local de Sudáfrica (UTC+2).

| 13 de junio de 2010, 13:30 | Argelia | 0:1 (0:0) | Eslovenia | Estadio Peter Mokaba, Polokwane                                       |                                                                       |
|                            |         | Reporte   | Koren 78' | Asistencia: 30.325 espectadores Árbitro(s): Carlos Batres (Guatemala) | Asistencia: 30.325 espectadores Árbitro(s): Carlos Batres (Guatemala) |

| 18 de junio de 2010, 16:00 | Inglaterra | 0:0     | Argelia | Estadio Green Point, Ciudad del Cabo                                     |                                                                          |
|                            |            | Reporte |         | Asistencia: 64.100 espectadores Árbitro(s): Ravshan Irmatov (Uzbekistán) | Asistencia: 64.100 espectadores Árbitro(s): Ravshan Irmatov (Uzbekistán) |

| 23 de junio de 2010, 16:00 | Estados Unidos | 1:0 (0:0) | Argelia | Estadio Loftus Versfeld, Pretoria                                        |                                                                          |
|                            | Donovan 90'    | Reporte   |         | Asistencia: 35.827 espectadores Árbitro(s): Frank De Bleeckere (Bélgica) | Asistencia: 35.827 espectadores Árbitro(s): Frank De Bleeckere (Bélgica) |